# أنالي يوهانسون
أنالي يوهانسون (بالسويدية: Annelie Johansson)‏ هي منافسة ألعاب القوى سويدية، ولدت في 21 ديسمبر 1978.

## وصلات خارجية
- أنالي يوهانسون على موقع الاتحاد الدولي لألعاب القوى (الإنجليزية)